# Stuarts Draft
Stuarts Draft és una concentració de població designada pel cens dels Estats Units a l'estat de Virgínia. Segons el cens del 2000 tenia 8.367 habitants.

## Demografia
Segons el cens del 2000, Stuarts Draft tenia 8.367 habitants, 3.124 habitatges, i 2.436 famílies. La densitat de població era de 162,9 habitants per km².
Dels 3.124 habitatges en un 38,3% hi vivien nens de menys de 18 anys, en un 62,9% hi vivien parelles casades, en un 11,3% dones solteres, i en un 22% no eren unitats familiars. En el 18,6% dels habitatges hi vivien persones soles el 6,3% de les quals corresponia a persones de 65 anys o més que vivien soles. El nombre mitjà de persones vivint en cada habitatge era de 2,66 i el nombre mitjà de persones que vivien en cada família era de 3.
Per edats la població es repartia de la següent manera: un 27% tenia menys de 18 anys, un 7,7% entre 18 i 24, un 31,4% entre 25 i 44, un 23% de 45 a 60 i un 10,8% 65 anys o més.
L'edat mediana era de 36 anys. Per cada 100 dones de 18 o més anys hi havia 89 homes.
La renda mediana per habitatge era de 45.342$ i la renda mediana per família de 52.308$. Els homes tenien una renda mediana de 32.917$ mentre que les dones 26.414$. La renda per capita de la població era de 18.463$. Entorn del 2,2% de les famílies i el 3,7% de la població estaven per davall del llindar de pobresa.

## Poblacions més properes
El següent diagrama mostra les poblacions més properes.